# Черно-жълти смокове мишкари
Черно-жълтите смокове мишкари (Spilotes) са род влечуги от семейство Смокообразни (Colubridae).
Таксонът е описан за пръв път от Йохан Георг Ваглер през 1830 година.

## Видове
- Spilotes pullatus – Пилешка змия
- Spilotes sulphureus